# Альдрованда сибирская
Альдрованда сибирская (лат. Aldrovanda sibirica) — вид ископаемых травянистых насекомоядных растений рода Альдрованда (Aldrovanda) семейства Росянковые (Droseraceae). Вид известен по окаменелым семенам из олигоценовых и миоценовых отложений в России.
Вид описан из верхнеолигоценовых отложений на реке Тым в Томской области.

## Ботаническое описание
Семена 1,42-1,50×1,02-1,10 мм, более крупные, чем у Aldrovanda eleanorae, и относительно более узкие. «Шагреневость» поверхности, создаваемая выступающими торцами клеток наружного слоя кожуры, ясная, но менее резкая, чем у Aldrovanda eleanorae. Рафе заметное, халазовое заострение очень сильное, горлышко относительно длины семени короткое.

## Распространение
Вид был распространен в олигоцене и раннем-среднем миоцене Западной Сибири. Известны также 2 находки в миоцене Северо-Востока России.

## Эволюция
Aldrovanda sibirica лежит в основании ветви, отделившейся от основного ствола секции Aldrovanda, по-видимому, в раннем олигоцене. Данный вид является единственным известным представителем своей эволюционный ветви. Одним из последних предков Aldrovanda sibirica, вероятно, является эоценовый вид Aldrovanda intermedia.